# Seresta
La seresta è un genere musicale brasiliano. Il quartiere di Conservatória, della città Valença, è considerato la capitale della seresta.

## Storia
Seresta è un termine nato nel XX secolo, in Brasile, per ribattezzare la più antica tradizione del canto popolare delle città: la serenata. L'uso di cantare canzoni di carattere sentimentale di notte, per strada, con fermata obbligatoria davanti alle case delle innamorate, la serenata è già descritta nel 1505 in Portogallo da Gil Vicente nella farsa "Quem tem farelos?". In Brasile, l'uso delle serenate è menzionato dal viaggiatore francese Gentil de la Barbinais, in transito per Salvador nel 1717: racconta nel suo libro Nouveau voyage autour du monde che “la notte solo si udivano i tristi accordi delle viole”, suonate da portoghesi che passavano “sotto ai balconi delle loro amate” cantando, con lo strumento in mano, con “voce ridicolmente tenera”.
Più comprensivo, un altro francese, lo studioso di letteratura luso-brasiliana Ferdinand Denis, registrò nel suo libro del 1826 che “gente semplice, lavoratori, percorrevano le strade di notte ripetendo modinhas commoventi, che non si riescono mai ad ascoltare senza emozione”.
Con la trasformazione di questa modinha, a partire dal Romanticismo, in canzone sentimentale tipica delle città di tutto il Brasile, tale tipo di canto, trasformato dal XVIII secolo quasi in canzone da camera, divengono in voga le serenate accompagnate da musici di coro, in genere con flauto, chitarra e cavaquinho.
Subendo l'influenza dai valzer, le modinhas hanno quindi enfatizzato il loro tono di lamento nella voce dei bohémien e dei meticci, cantanti mutanti di serenate, e chiamati perciò serenatistas e serenateiros. Così, quando nel XX la serenata diventa per evoluzione semantica seresta (sotto questo nome spesso si confonde l'atto di cantare con il genere cantato), i cantanti con voce appropriata al sentimentalismo di serenate o serestas diventano, infine, seresteiros.

## Origine del genere
Secondo il flautista brasiliano Carlos Poyares - nella presentazione del suo disco "Brasil, Seresta" - nel passato, gruppi di musici, uscendo dalle feste, si fermavano alle finestre delle loro amate, per suonare e cantare nella notte, dando origine a un'usanza bohémien che il Brasile ereditava dalla penisola iberica. Cambiando nome in seresta, serenata o sereno, queste prime manifestazioni, in Brasile, prenderanno piede molto prima dell'illuminazione a gas, alla luce della luna.
Di fatto, l'origine di quest'usanza - di evocare qualcuno (e specialmente la persona amata) con i versi - proviene da molti secoli prima. Secondo la testimonianza di cronisti medievali, nella penisola iberica, i trovatori e i menestrelli erano già soliti intonare cantigas o cantares, che formano un vasto repertorio lirico e anche satirico: le cantigas non sempre avevano un tono romantico, ma c'erano anche cantigas di amicizia e perfino cantigas di scherno e di maldicenze, che erano inclini al tono umoristico.
Le cantigas liriche medievali erano inizialmente attività cortigiane, cantate per le dame di castelli e palazzi. Por questa ragione, erano ritenute un'usanza aristocratica ed erano accompagnate da guitarras  (XIII secolo) o vihuela (XIV-XV secolo). Gradualmente, tuttavia, uscirono dalle mura dei palazzi e si mescolarono con manifestazioni popolari tra i nuovi strati sociali urbani che si erano formati. In Portogallo, all'inizio del XVI secolo l'autore teatrale Gil Vicente compose brani che mostravano scene del processo di popolarizzazione, come gli autos Quem tem Farelos? e Auto de Inês Pereira.
Anche gli strumenti si andavano modificando, con l'introduzione di una variante semplificata dalla viola, così diffusa popolarmente che, nel 1650, “D. Francisco Manuel de Melo già poteva registrare la perdita di prestigio dello strumento presso le persone di più alta distinzione della città, tanto in basso era caduto il suo uso nella scala sociale. (...) Le novità di una musica prodotta per la gente del popolo delle città, per soddisfare le aspettative di svago urbano, stava nascendo nel Portogallo del Cinquecento. E, come in seguito fu confermato in Brasile, questa musica popolare è emersa come creazione degli strati più umili dei negri e bianchi poveri delle città, forse per questo motivo chiamati mascalzoni".